# 駒野城
駒野城（こまのじょう）は、岐阜県海津市にあった中世の日本の城（山城）。駒野集落の北西にある。標高30mほどの舟岡山と称されたこの小丘に本丸とみられる郭があり、東・西・南を土塁が囲んでいた。跡地は海津市立城山小学校となっている。

## 歴史
正暦年間に瀬戸道明寺が初めて城を構え、鎌倉時代の文治、建久年間に守護職土岐光衡・光行が南濃の要地として城を築き守将を置いた。
その後土岐家歴代の家臣が守っていたが、天文11年（1542年）斎藤道三の家臣髙木彦左衞門に攻略され、この時より高木氏が居城したとの伝承がある。一般には文明年間に高木貞政が築城したとされるが、その伯父・高木貞成が築いたとの記録もある。髙木系譜によれば、2代目髙木彦左衞門貞久は織田信長に仕え、次男貞利へ永禄10年（1567年）駒野城を譲り今尾城主となり、同11年（1568年）弟貞秀に譲っている。天正7年（1579年）貞秀は庭田城へ入り、弟貞友に駒野城を譲った。
信長没後、高木貞友は徳川家康の家臣となり、天正12年（1584年）に小牧・長久手の戦いで羽柴秀吉は、筒井順慶、小川左馬介の大軍を差し向けて攻略にかかったが、当時の髙木彦左衞門は、勘解由左衛門を先鋒としてよく耐えて守り抜き、城を落とせずに退いた。その後、秀吉の天下になり、髙木一族は美濃を退去した。
慶長5年（1600年）関ヶ原合戦の際、石田三成がこの地を巡察し、桑名より大垣への守りのため、塁壁の構築を命じた。松ノ木城主徳永寿昌は関ヶ原合戦のときは、池田伊予守秀氏が籠る駒野の城を攻め8月19日に開城させた。その後、廃城となった。

## 所在地
岐阜県海津市南濃町駒野1317

## アクセス
- 養老鉄道養老線駒野駅から徒歩10分